# Neodiplodina verruciformis
Neodiplodina verruciformis är en svampart som beskrevs av Petr. 1954. Neodiplodina verruciformis ingår i släktet Neodiplodina, divisionen sporsäcksvampar och riket svampar.   Inga underarter finns listade i Catalogue of Life.